# 逑德
逑德（？—？），正黄旗人，是一名清朝政治人物。内务府出身。
逑德曾于乾隆四十三年（1778年）接替万绵前任延平府知府一职，乾隆四十五年（1780年）由孙景燧接任。